# Сердейра (Арганил)
Сердейра (порт. Cerdeira) — район (фрегезия) в Португалии, входит в округ Коимбра. Является составной частью муниципалитета Арганил. По старому административному делению входил в провинцию Бейра-Литорал. Входит в экономико-статистический субрегион Пиньял-Интериор-Норте, который входит в Центральный регион. Население составляет 330 человек на 2001 год. Занимает площадь 5,47 км².
Покровителем района считается Антоний Падуанский (порт. Santo António).